# پیت‌کرن‌واران
پیت‌کرن‌واران (نام علمی: Pitcairnioideae) نام یک زیرخانواده از خانواده آناناسیان است.